# Уолтън и Слейвин, № 4
"Уолтън и Слейвин, № 4" (на английски: Walton and Slavin No. 4) е американски късометражен ням филм от 1894 година (последна част от четирилогия, заедно с филмите Уолтън и Слейвин, № 1, Уолтън и Слейвин, № 2 и Уолтън и Слейвин, № 3) на режисьора Уилям Кенеди Диксън с участието на Джон Слейвин и Чарлз Уолтън, заснет от компанията Едисън Манюфакчъринг Къмпъни, собственост на Томас Едисън. Кадри от филма не са достигнали до наши дни и той се смята за изгубен.

## В ролите
- Джон Слейвин
- Чарлз Уолтън[2]